# 田栩寧
田栩寧（英語：Tian Xu-Ning，1997年09月19日—），本名田雷，曾用網名「雷霸天」，出生於山東省濟寧市，中國大陸男演員。曾做平面模特及自媒體，2020年加入華策影視後以演員身分出道。  2025年主演電視劇《逆愛》播出，並在劇中飾演池騁一角。
粉絲名為檸檬水，應援色為金、黃、白色（粉丝称之为“栩光金星色”）。

## 演藝經歷
田栩寧，本名「田雷」，在出道前曾簽約MCN機構嘉尚传媒，與敖瑞鵬、肖凱中等人同期。當時以網名「雷霸天」在抖音拍攝短影音。該時期也曾拍攝過多本雜誌、並活躍於淘寶網店平面模特。2020年成為華策影視簽約藝人，並陸續出演電視劇、網路短劇等。2023年出演芒果tv綜藝《大偵探第八季》擔任NPC。2025年參演電視劇《逆愛》播出，於劇中飾演池騁一角，此角色帶動其社交平台的關注度。

## 演出作品

### 電視劇/網路劇
| 年份 | 劇名                 | 飾演           | 備註             |
| 2021 | 《夢見獅子》         | 雪兔哥哥       | 演員表以本名署名 |
| 2021 | 《吉星高照》         | 黑水/賀玄/地師 | 尚未播出         |
| 2021 | 《我是歲月你是星辰》 | 付亮           |                  |
| 2022 | 《初次愛你》         | 孟西白         |                  |
| 2024 | 《甜甜的陷阱》       | 崔燦           |                  |
| 2025 | 《六姊妹》           | 青年何常勝     |                  |
| 2025 | 《逆愛》             | 池騁           |                  |
| 2025 | 《白日夢與他》       | 孔爾諾         |                  |
| 待播 | 《七月的一天》       | 萬天齊         |                  |

### 短劇
| 年份 | 劇名           | 飾演   |
| 2021 | 《今天也晴朗》 | 謝遲   |
| 2024 | 《天賜小紅娘》 | 姜長青 |
| 2024 | 《啞妻》       | 沈池宴 |

### 綜藝節目
- 2023 芒果tv《大偵探（第八季）》
- 2025 湖南衛視《你好星期六》

## 出版作品

### 雜誌
| 年份 | 月份  | 名稱      | 備註                                     |
| 2023 | 8月號 | 候场PAUSE | 与影视剧《白日梦与她》特别联名之七夕特刊 |

## 代言
- 2025 黛珂LIPOSOME系列挚友

## 外部連結
- 田栩寧的新浪微博
- 田栩寧的Instagram帳戶
- 田栩寧的小红书账号